# Mucha Paula Allena
Mucha Paula Allena (pełna nazwa: mucha bzygowata Paula Allena, ang.: Paul Allen's flower fly, łac.: Eristalis alleni) – mucha bzygowata, która występuje tylko w wysokogórskich wilgotnych lasach Kostaryki. Została tak nazwana na cześć Paula Allena za jego dużą pomoc materialną w rozwoju wiedzy na temat muchówek. Inna z much bzygowatych otrzymała nazwę na cześć współpracownika Allena – Billa Gatesa. Nosi ona nazwę mucha bzygowata Billa Gatesa (ang.: Bill Gates' flower fly, łac.: Eristalis gatesi).